# Osiedle Słoneczne (Kraków)
Osiedle Słoneczne (do roku 1958 Osiedle B-33) – zabytkowe osiedle w Krakowie wchodzące w skład dzielnicy XVIII Nowa Huta, w Nowej Hucie, niestanowiące jednostki pomocniczej niższego rzędu w ramach dzielnicy.

## Historia i charakterystyka architektoniczna osiedla
Os. Słoneczne powstało w latach 1956–1958, zaprojektowane przez Stanisława Juchnowicza, który w zespole Tadeusza Ptaszyckiego pracował nad ostatecznym kształtem realizowanych zespołów mieszkaniowych. W stylistyce budynków widać wyraźnie odchodzenie od socrealizmu, brak ozdobnych detali, które widać na osiedlach powstałych w pierwszej połowie lat 50. Architektura tej części Nowej Huty jest funkcjonalistyczna. Bloki na zewnątrz osiedla, równolegle do ulic: Al. Róż, ul. Żeromskiego i Struga wybudowano z charakterystycznym, wyeksponowanym parterem, gdzie znajdują się lokale handlowo-usługowe. Te pomieszczenia użytkowe zostały zrealizowane w różny sposób. Do lokali w bloku nr 8 od strony ul. Struga i nr 14 od strony ul. Żeromskiego wchodzi się z poziomu chodnika, do lokali w dwóch blokach od Al. Róż wchodzi się po schodkach, z boku znajdują się kolumny wspierające ryzalitowo wysunięte części budynku z lokalami mieszkalnymi na wyższych kondygnacjach. Podobne rozwiązanie z wejściem po schodkach do lokali użytkowych znajduje się w bloku nr 9 u zbiegu ulic Struga, Żeromskiego i Wojciechowskiego.
Od strony południowej rozwiązanie jest nieco inne. Budynek nr 1 jest budynkiem siedmiokondygnacyjnym, idąc w kierunku wschodnim (do os. Szkolnego) znajdują się cztery budynki niższe, trzypiętrowe przylegające do ul. Rydza Śmigłego. Charakterystycznym elementem tych niższych bloków są umieszczone na bocznych ścianach budynków niewielkie lokale w poziomie piwnicy, skomunikowane z chodnikami pochylnią. Znajdowały się tu np. garaże na motocykle, zakłady usługowe, do dziś w bloku nr 2 działa firma ubezpieczeniowa.
Projekt budynku nr 1 pochodzi z początku 1956 roku i jest dziełem zespołu w składzie: Tadeusz Janowski, Stefan Golonka, Anna Anlauf, Tadeusz Wnuk. Elewacja tego bloku urozmaicona jest po bokach ryzalitami wspartymi w poziomie parteru na sześciu słupach. W całej części parterowej znajdują się lokale handlowo-usługowe z wejściami bezpośrednio z chodnika lub poprzez podcienie pod wysuniętymi ku przodowi częściami budynku. Charakterystyczny neon na dachu budynku – „ZURT” (obecnie nieistniejący) informował o lokalizacji w środkowej części bloku sklepu z artykułami elektronicznymi domowego użytku jak radioodbiorniki, telewizory, magnetofony i gramofony.
Budynki na os. Słonecznym nie są połączone w ciągi jak w typowo socrealistycznych założeniach, lecz rozdzielone uliczkami, chodnikami i zielenią.
Na osiedlu jest 13 budynków mieszkalnych, z czego dwa wewnątrz osiedla – nr 13 ustawiony w kierunku południkowym i nr 17 (za blokiem nr 16), który wybudowano dużo później. Tu też usytuowany jest ogrodzony plac zabaw.
Wokół osiedla na wydzielonych trawnikach oddzielających budynki od ulic w większości znajdują się szpalery drzew.

## Obiekty na terenie osiedla
- Osiedle Słoneczne 1 – mieszkał tutaj Antoniego Kawałko, w lokalu na parterze znajdowała się galeria jego malarstwa;
- Osiedle Słoneczne 2 – mieszkali tutaj Krystyna Pisarkowa i Walery Pisarek oraz Władysław Dobrucki. Fakt ten upamiętnia tablica pamiątkowa umieszczona na bloku;
- Osiedle Słoneczne 3 – od 1994 roku ma tu swoją siedzibę Przedsiębiorstwo Produkcyjno-Usługowe Adrem S.A., które zajmuje się zarządzaniem i administrowaniem budynkami, głównie na terenie Nowej Huty[4];
- Osiedle Słoneczne 10 – przedszkole samorządowe nr 107;
- Osiedle Słoneczne 12 – szkoła podstawowa nr 105;
- Osiedle Słoneczne 14 – tu ma swoją siedzibę Fundacja Nowe Centrum, organizacja pozarządowa, której głównym celem jest wsparcie osób zagrożonych wykluczeniem społecznym[5];
- Osiedle Słoneczne 16 – w lokalu, w którym znajdował się sklep dawnej Składnicy Harcerskiej, miał swoją siedzibę Oddział Muzeum Historycznego Miasta Krakowa – Dzieje Nowej Huty. W ramach reorganizacji został przeniesiony do budynku dawnego kina Światowid. Działa jako Muzeum Nowej Huty. W lokalu po muzeum od 2020 roku działa Klub Zgody – placówka Ośrodka Kultury Kraków-Nowa Huta[6].

## Galeria

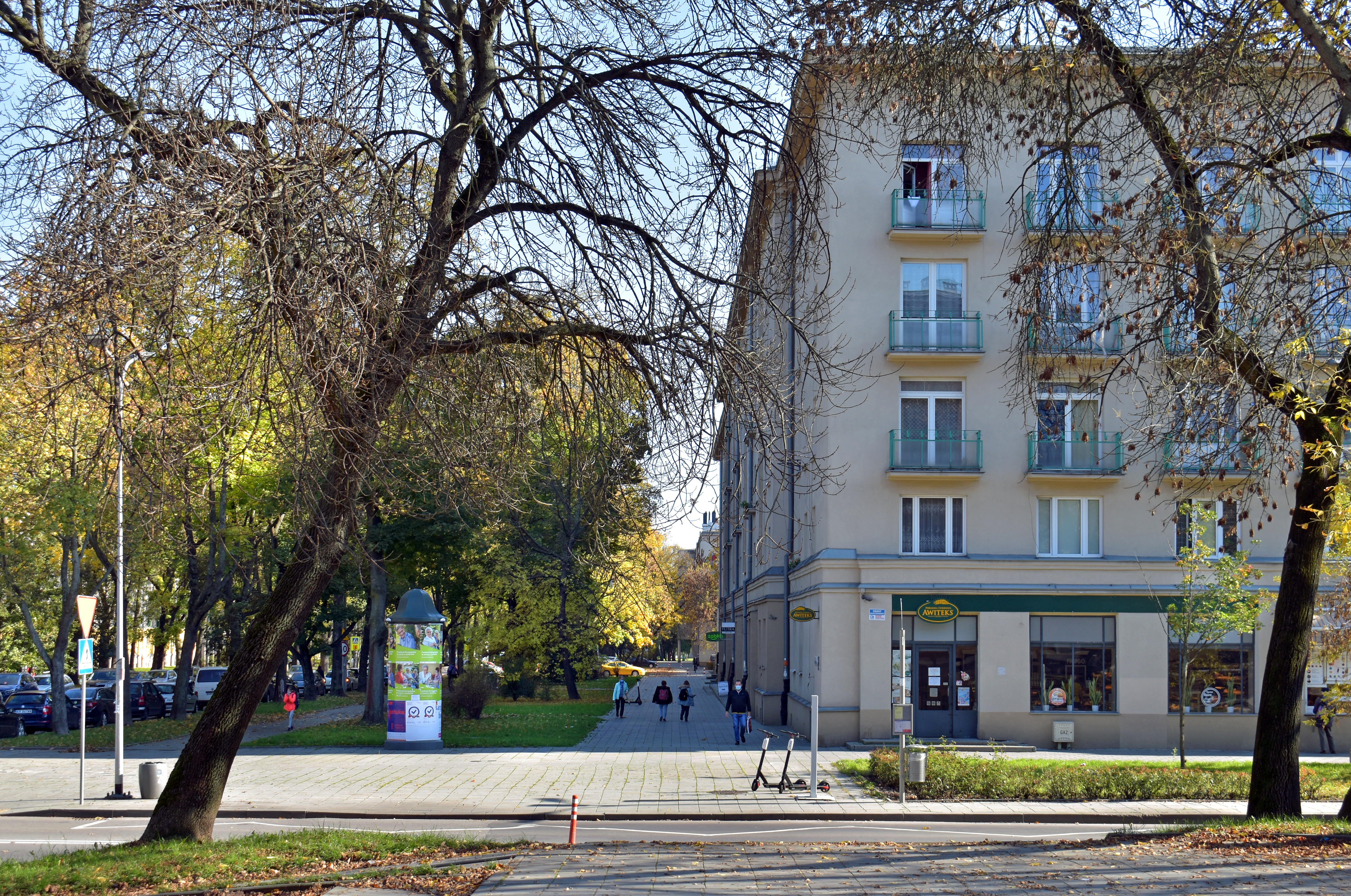
Północna strona osiedla (os. Słoneczne 14).
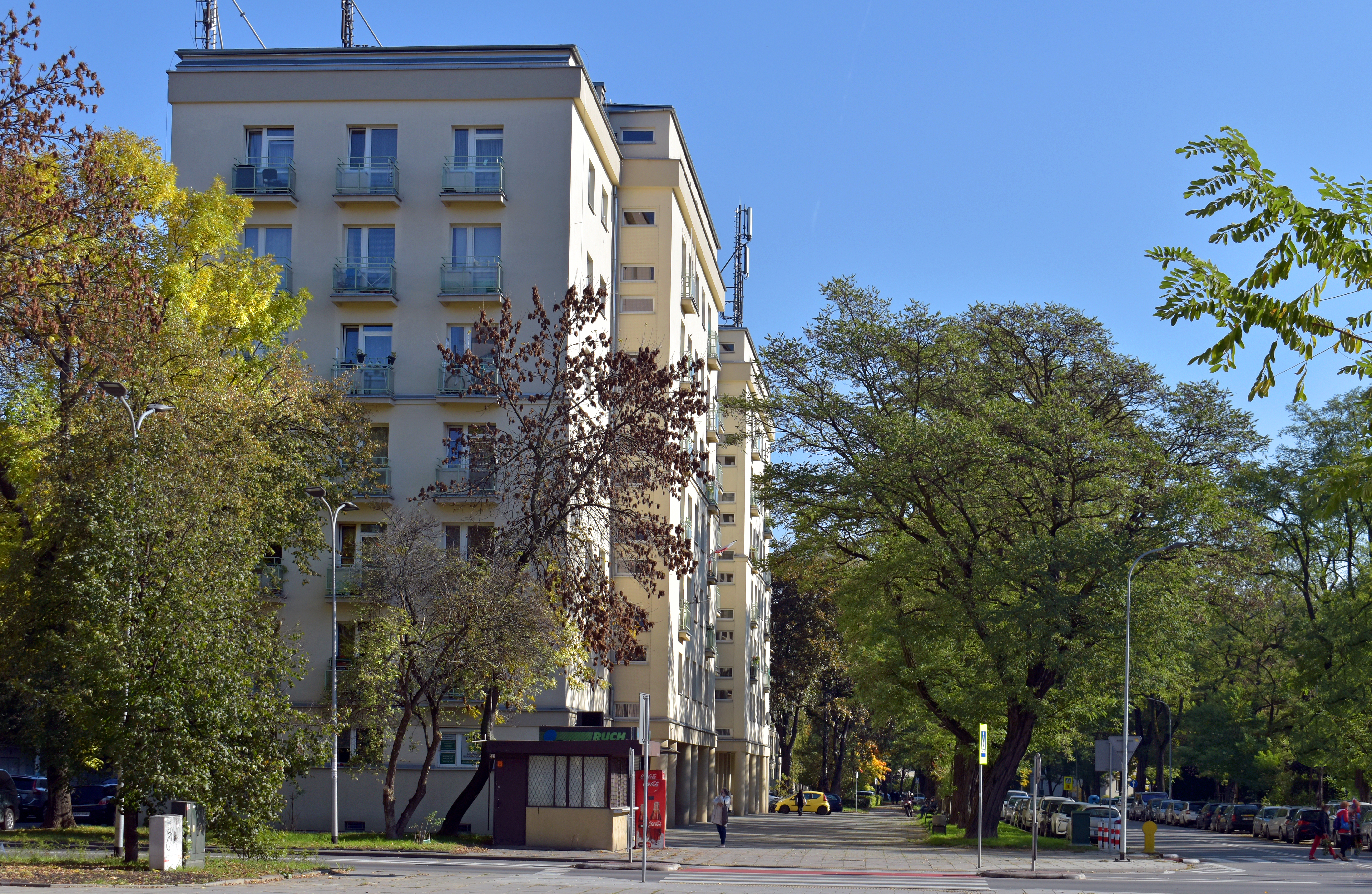
Osiedle od strony Parku Ratuszowego (os. Słoneczne 1).
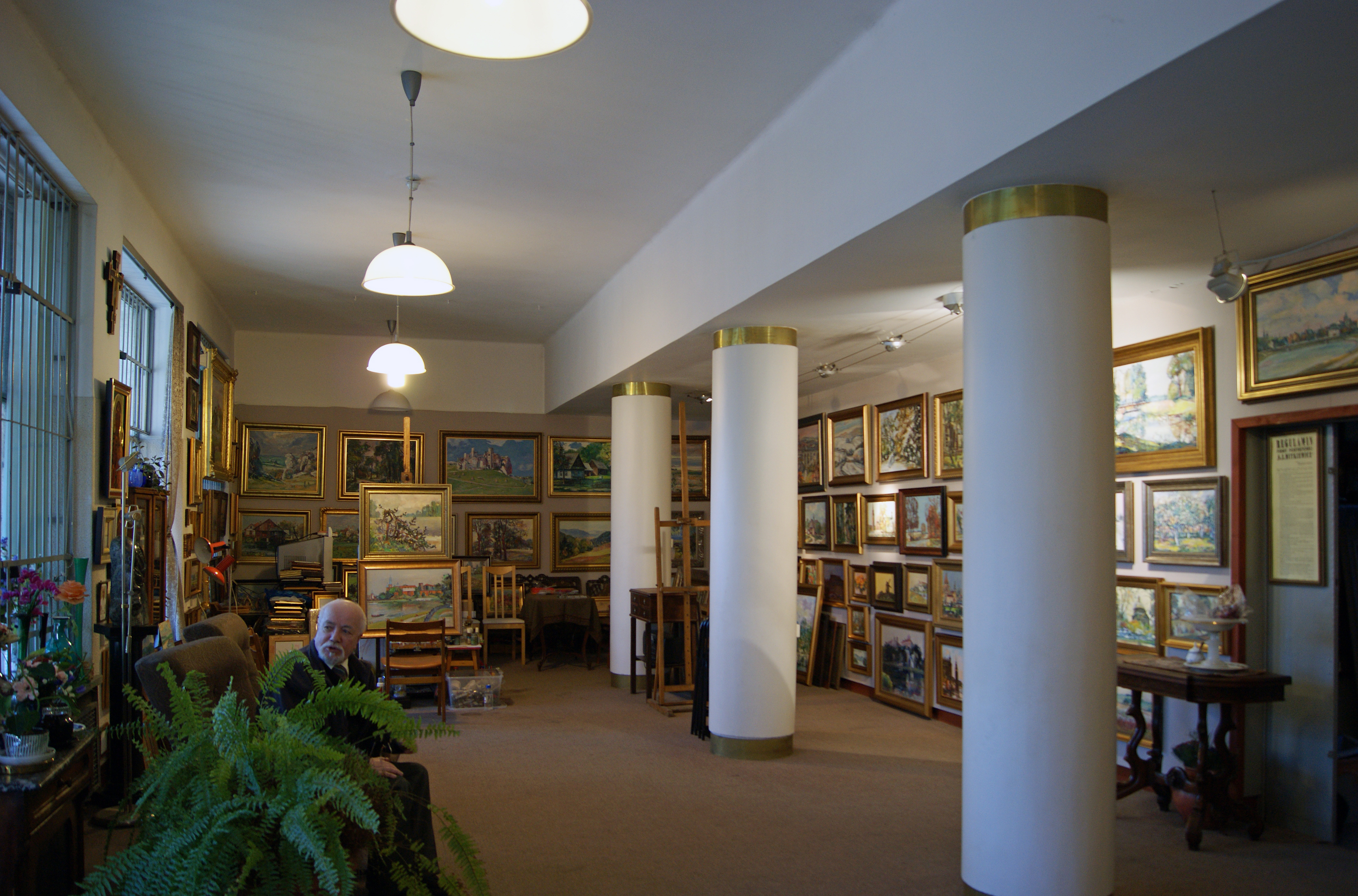
Galeria Antoniego Kawałko, os. Słoneczne 1.
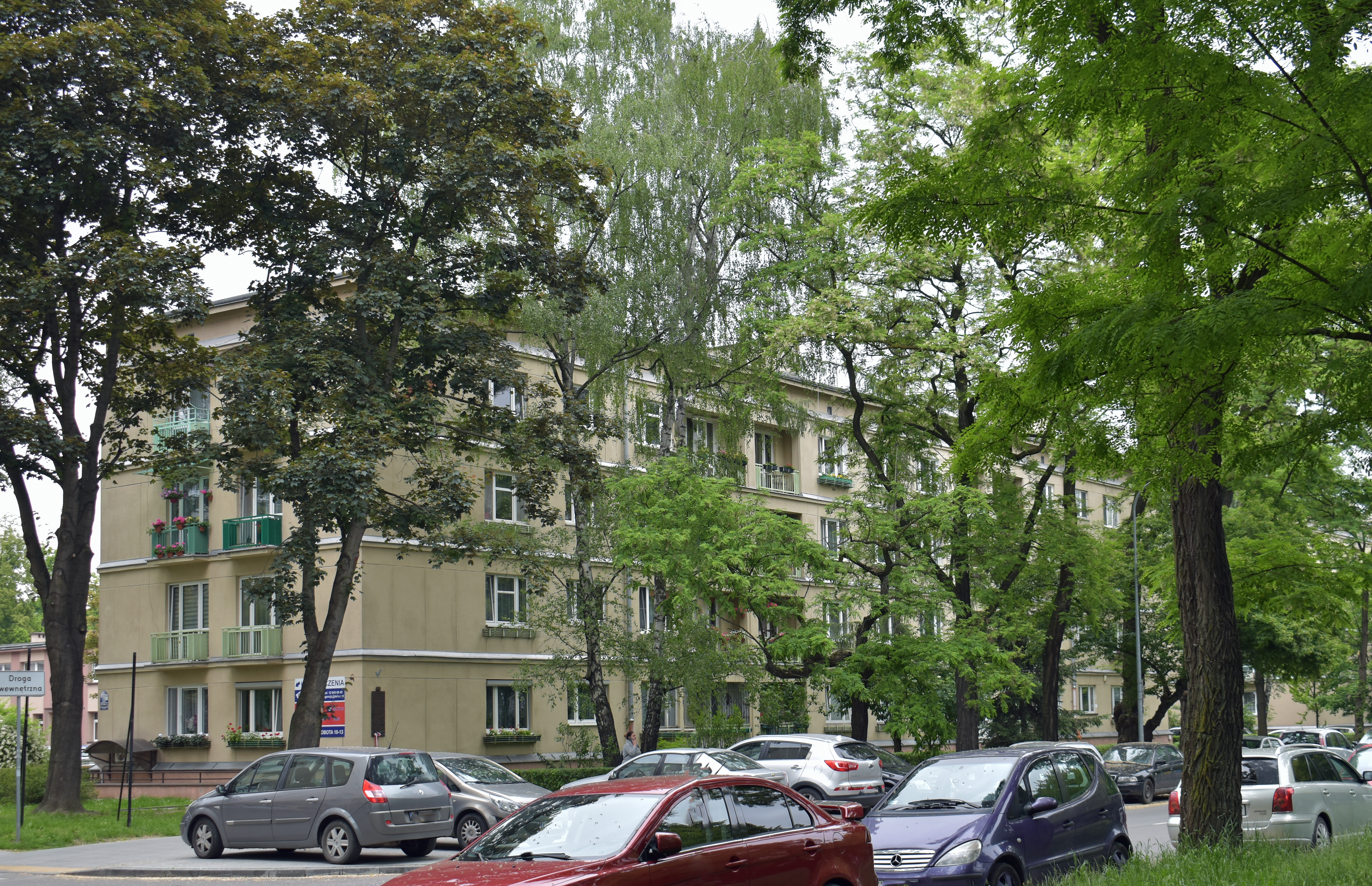
Blok, os. Słoneczne 2.
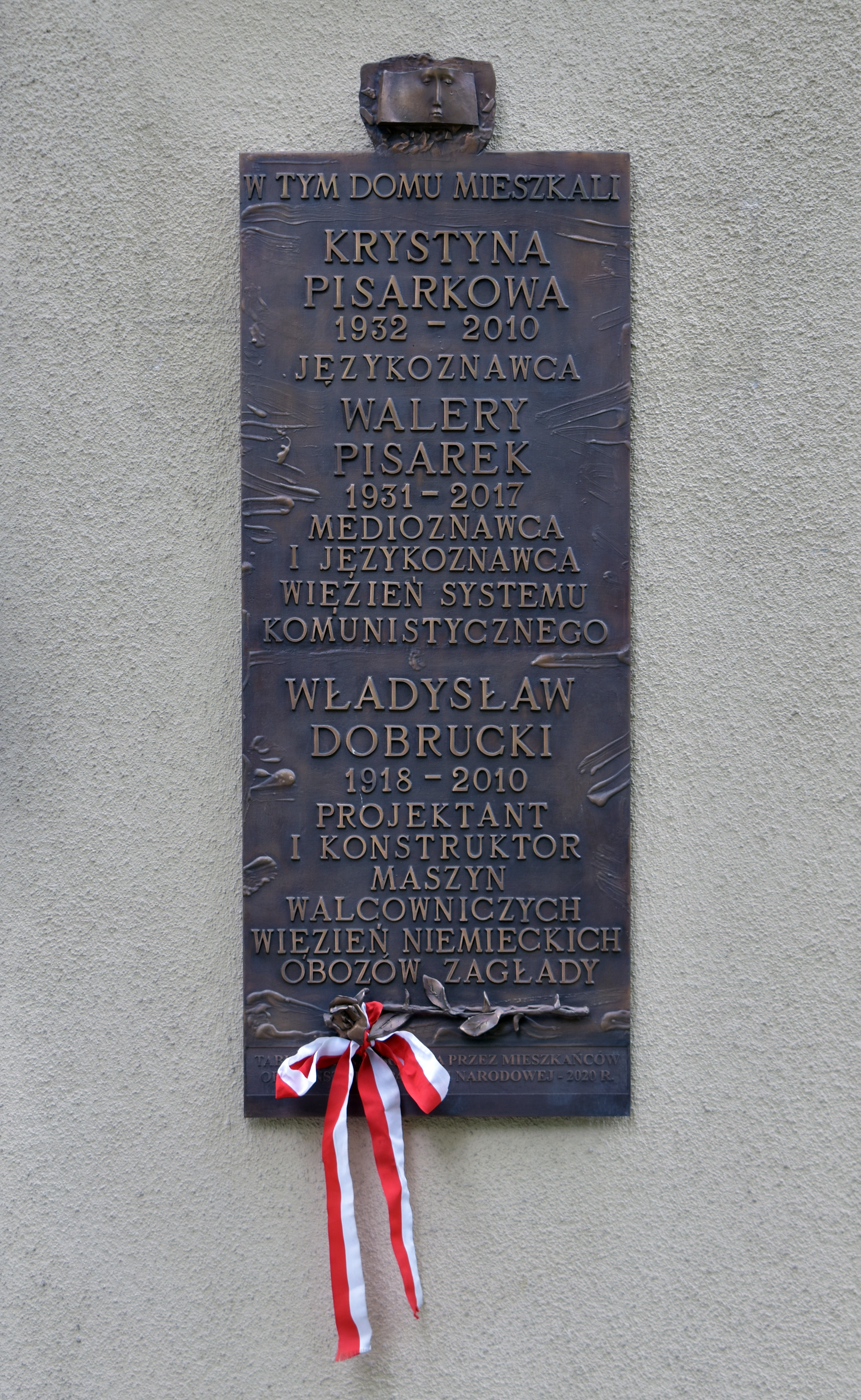
Tablica pamiątkowa, os. Słoneczne 2.
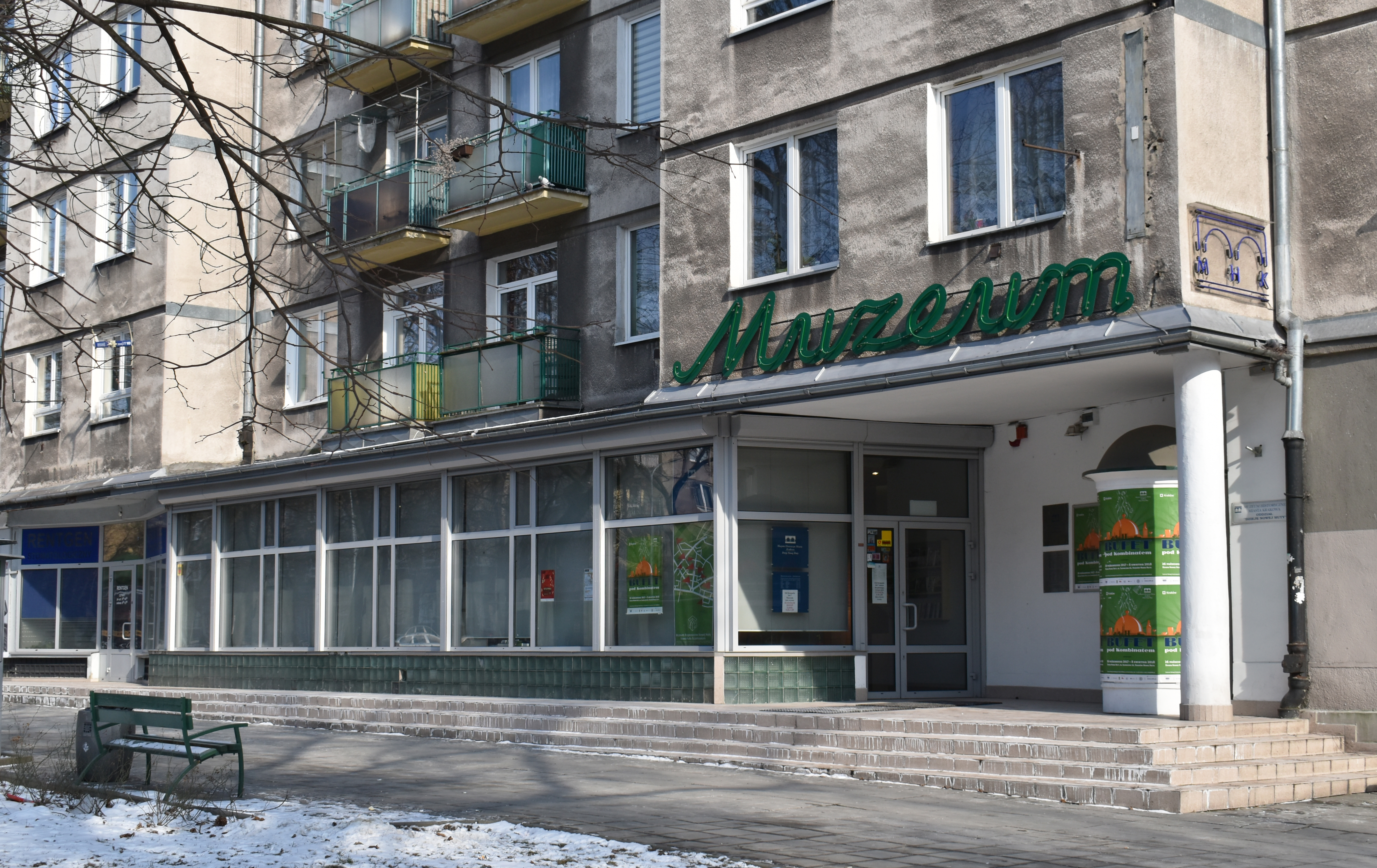
Dawe Muzeum Dzieje Nowe Huty, os. Słoneczne 16.
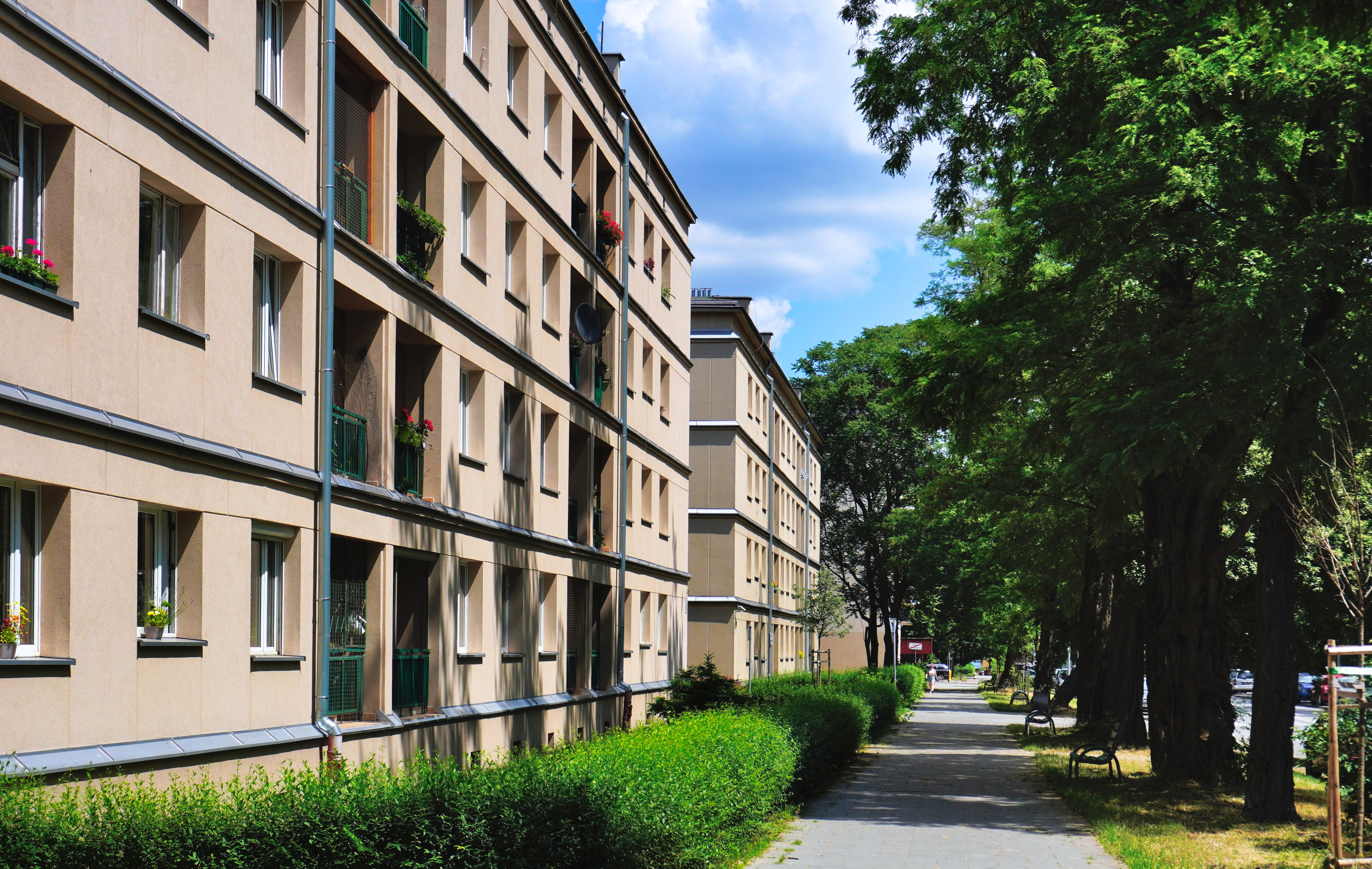
Widok od ul. Rydza-Śmigłego (os. Słoneczne 6 i 7).
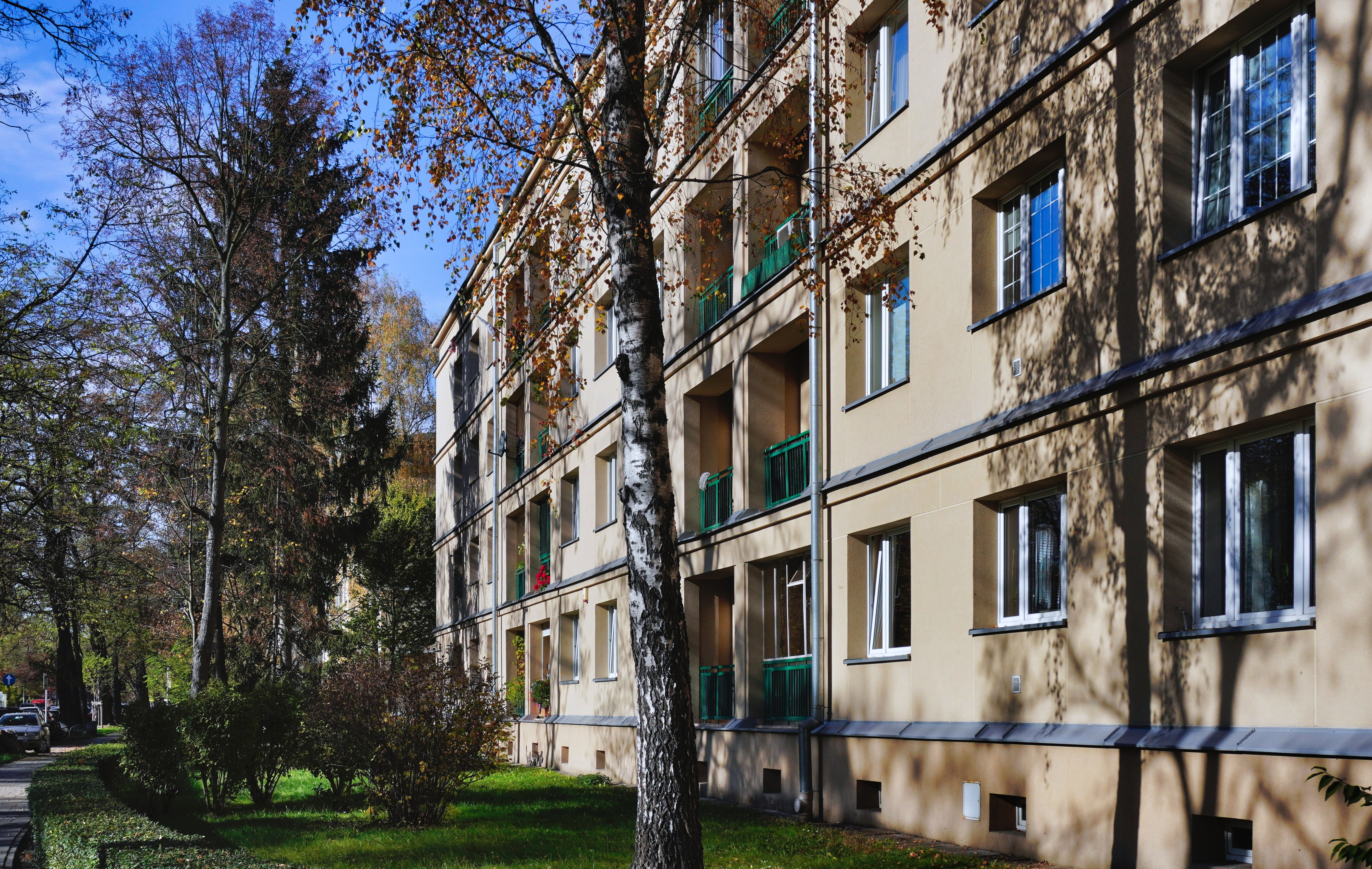
Widok od ul. Rydza-Śmigłego (os. Słoneczne 5).
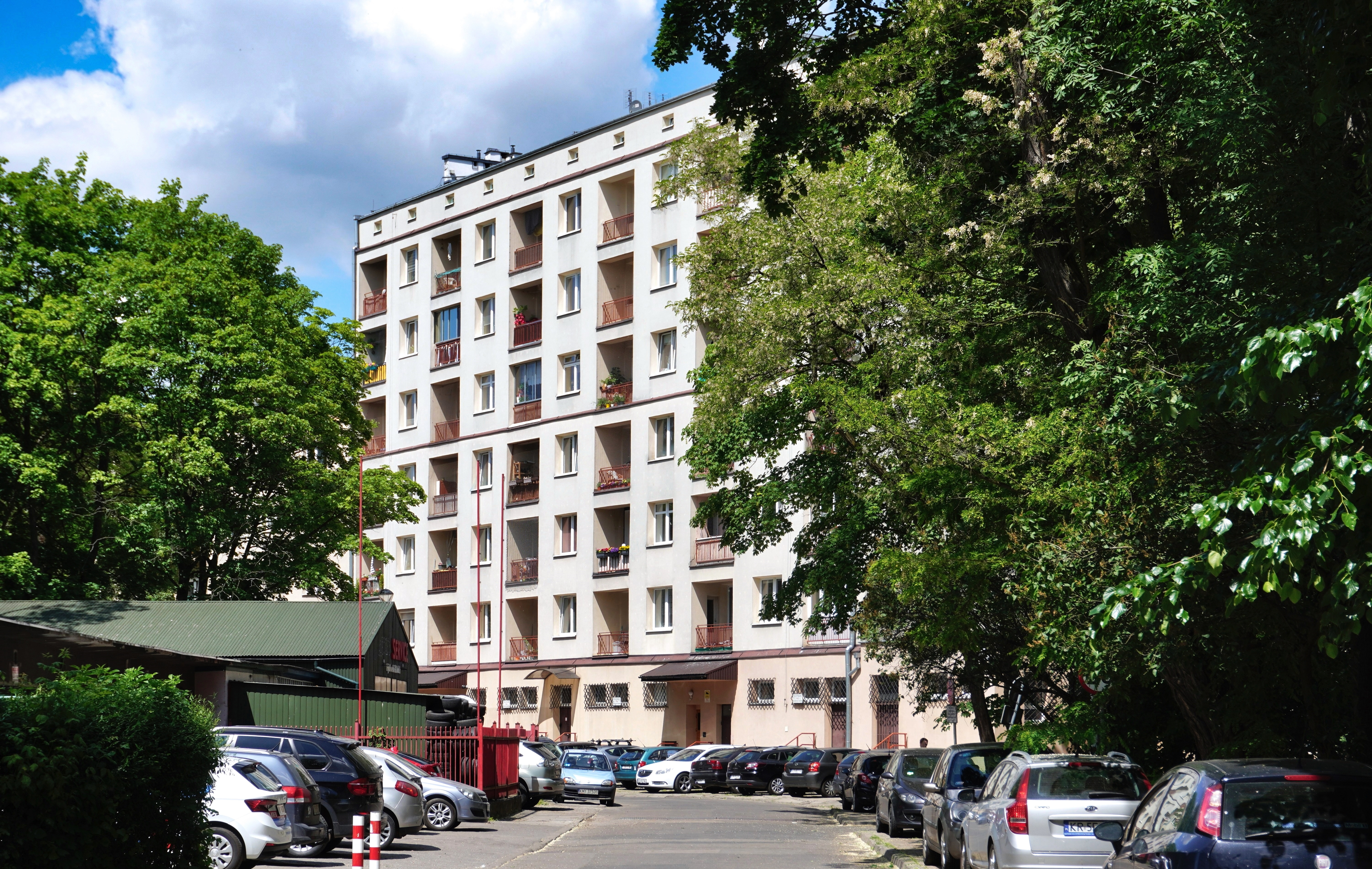
Wnętrze osiedla (os. Słoneczne 9).